# 허욱 (1827년)
허욱(許煜, 1827년 ~ 1883년)은 조선시대 후기의 유학자이자 흥선대원군의 가인, 측근이었다. 이재선의 모역 사건으로 승지 안기영 등 대원군의 측근들이 다수 살상되었을 때도 그는 살아남았으며, 임오군란의 주동자의 한사람이었다.
흥선대원군의 적장손이자 고종(高宗)의 정적인 영선군 이준용(李埈鎔)의 스승이었다. 임오군란 관련 혐의로 역적으로 몰려 단죄되었으나, 1907년 11월부터 이완용의 건의로 1908년 4월 명예회복되었다.

## 생애
학식이 있었으나 그는 일찍부터 흥선대원군의 측근으로 활동했다.
이준용은 임오군란 이전에 허욱이란 유생을 독선생으로 모시고 글을 배웠다고 한다. 그는 일찍부터 대원군의 식객이자 가인으로 활동했다.
이재선의 역모 사건 때 민씨 정권 정객들에 의해 체포령이 떨어졌으나 극적으로 피신하여 목숨을 건졌다. 이후 그는 흥선대원군의 이준용의 추대 운동에 동참한다.
허욱은 임오군란 때 병사 복장을 하고 대궐로 들어가 명성황후를 가리켜 주는 역할을 맡았다가 군란이 진압된 다음에 죽임을 당하였다.

### 사후
1908년(융희 2년) 4월 30일에야 내각 총리대신 이완용의 건의로 복권되었다. 1908년(융희 2년) 1월 이완용 등의 건의로 작위와 시호가 회복되었다.
1908년 4월 죄적에서 삭제되고 명예회복되었다.

## 같이 보기
- 임오군란
- 흥선대원군
- 이준용
- 을미사변
- 안기영